# Coupe d'Angleterre de football 1946-1947
Navigation
Coupe d'Angleterre 1945-1946 Coupe d'Angleterre 1947-1948
La Coupe d'Angleterre de football 1946-1947 est la 66e édition de la Coupe d'Angleterre, la plus ancienne compétition de football, la Football Association Challenge Cup (généralement connue sous le nom de FA Cup).
Charlton Athletic remporte la compétition pour la première fois de son histoire, battant Burnley FC en finale sur le score de 1 à 0 à Wembley à Londres.

## Compétition

### Quarts de finale
Les quarts de finale ont lieu le 1 mars 1947.
| Équipe 1          | Résultat | Équipe 2          |
| ----------------- | -------- | ----------------- |
| Charlton Athletic | 2 - 1    | Preston North End |
| Liverpool FC      | 4 - 1    | Birmingham City   |
| Middlesbrough FC  | 1 - 1    | Burnley FC        |
| Sheffield United  | 0 - 2    | Newcastle United  |

Match d'appui le 4 mars 1947 :
| Équipe 1   | Résultat | Équipe 2         |
| ---------- | -------- | ---------------- |
| Burnley FC | 1 - 0    | Middlesbrough FC |

### Demi-finales
Les demi finales ont lieu le 29 mars 1947, tous les matchs ont lieu sur terrain neutre.
| Équipe 1          | Résultat | Équipe 2         |
| ----------------- | -------- | ---------------- |
| Burnley FC        | 0 – 0    | Liverpool FC     |
| Charlton Athletic | 4 – 0    | Newcastle United |

Match d'appui le 12 avril 1947 :
| Équipe 1   | Résultat | Équipe 2     |
| ---------- | -------- | ------------ |
| Burnley FC | 1 - 0    | Liverpool FC |

### Finale
| Finale de la coupe d'Angleterre 1946-1947 | Charlton Athletic | 1 – 0   | Burnley FC | Wembley, Londres     |                      |
| 29 avril 1939                             |                   | (0 – 0) |            | Spectateurs : 98 215 | Spectateurs : 98 215 |

- Charlton Athletic remporte sa première Coupe d'Angleterre[2].